# پیر اوبامیانگ
پیر اوبامیانگ (انگلیسی: Pierre Aubameyang؛ زادهٔ ۲۹ مهٔ ۱۹۶۵) بازیکن فوتبال اهل گابن است.
از باشگاه‌هایی که در آن بازی کرده‌است می‌توان به باشگاه فوتبال استاد لاوالوا، باشگاه فوتبال لو آور، باشگاه فوتبال روآن، باشگاه فوتبال تریستیانا، باشگاه ورزشی اتلتیکو جونیور، باشگاه فوتبال تولوز، و باشگاه فوتبال نیس اشاره کرد.
وی همچنین در تیم ملی فوتبال گابن بازی کرده‌است.

## زندگی شخصی
فرزند پیر اوبامیانگ، پیر امریک نیز بازیکن بازیکن فوتبال است که سابقه بازی برای باشگاه‌هایی نظیر بارسا، آرسنال را در کارنامه دارد. کاتیلینا و 
ویلی اوبامیانگ دیگر پسران او هستند که آن‌ها نیز در فوتبال اشتغال داشتند و هر دو سابقه پوشیدن پیراهن باشگاه فوتبال آث میلان را دارند.